# Staniszewice
Staniszewice – wieś w Polsce położona w województwie mazowieckim, w powiecie grójeckim, w gminie Chynów.
W skład sołectwa Staniszewice wchodzą także wsie Grabina i Kozłów. 
Wieś szlachecka Stanisewice Thobiae położona była w drugiej połowie XVI wieku w powiecie czerskim  ziemi czerskiej województwa mazowieckiego. 

## Historia
W średniowieczu droga łącząca Grójec z Czerskiem przebiegała prawym brzegiem Molnicy, przez Żyrów, Drwalew, Staniszewice.
W roku 1313 książę czerski Trojden I nadał wieś Krystynowi.
W XV - wieś szlachecka - właściciel Mikołaj Gemza.
W roku 1564 wzmiankowany jest Staniszewski herbu Pobóg – Feliks, syn Adama ze Staniszewic, Żelaznej i Rososki, powiat czerski, parafia Sobikowo.
Jednym z przedstawicieli rodu był także Jan Zygmunt Staniszewski.
W roku 1827 we wsi były 22 domy i 165 mieszkańców.
W roku 1863 właścicielem wsi był Ludwik Łaszcz, który za pomoc powstańcom został skazany na zesłanie na Syberię.
W 1884 r. wieś miała 13 osad włościańskich na 39 morgach. Folwark miał pow. 989 mórg w tym ornych 669, łąki 77 i 202 morgi lasu (nie urządzonego). W folwarku było 8 budynków murowanych i 22 drewniane. Prowadzono płodozmian 6-12 polowy. Wieś należała do gminy Czersk i parafii Sobików.
W latach 1975–1998 miejscowość administracyjnie należała do województwa radomskiego.